# Trappstadt

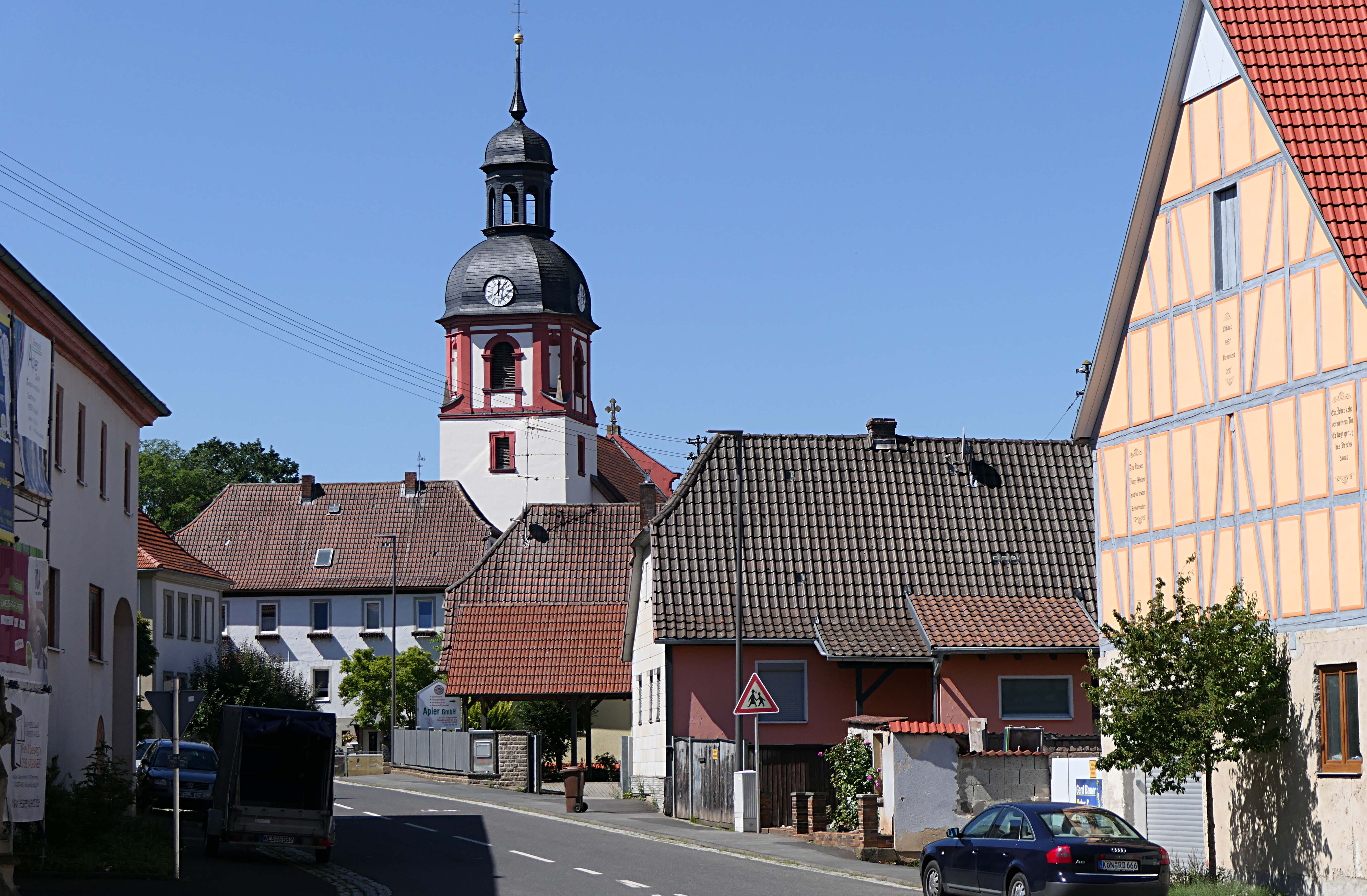
Dorfstraße mit Kirche St. Burkard in Trappstadt

Trappstadt ist ein Markt im unterfränkischen Landkreis Rhön-Grabfeld. Die Gemeinde ist Mitglied der Verwaltungsgemeinschaft Bad Königshofen im Grabfeld.

## Geografie
Trappstadt liegt in der Region Main-Rhön. Der Ort grenzt direkt an den Freistaat Thüringen (Gompertshausen, Straufhain, Schlechtsart und Gleichamberg im Landkreis Hildburghausen).

### Gemeindegliederung
Es gibt zwei Gemeindeteile (in Klammern ist der Siedlungstyp angegeben):
- Alsleben (Pfarrdorf)
- Trappstadt (Hauptort)

Es gibt die Gemarkungen Alsleben und Trappstadt. In der Gemarkung Alsleben befindet sich die Wüstung Eschelhorn.
Die Naturschutzgebiete Altenburg in Trappstadt mit einer Fläche von 307 Hektar und Trockenrasen am Kapellenberg in Alsleben mit 25 Hektar liegen im Naturpark Haßberge.

## Geschichte

### Bis zur Gemeindegründung
Trappstadt war ein Kondominatsort. Die Rechte des Hochstiftes Würzburg fielen 1803 an das Großherzogtum Würzburg des Erzherzogs Ferdinand von Toskana. Die Rechte der Grafschaft Sachsen-Römhild (vertreten durch die Herzogtümer Sachsen-Meiningen und Sachsen-Gotha) fielen per Vertrag 1808 an das Großherzogtum. Das Großherzogtum Würzburg kam 1814 zu Bayern. Im Zuge der Verwaltungsreformen in Bayern entstand mit dem Gemeindeedikt von 1818 die heutige Gemeinde.
Im Jahr 1778 erteilten sämtliche Ganerben dem Ort Trappstadt die Erlaubnis, vier Jahr- und Viehmärkte abzuhalten. Die Ganerben, eine Art Erbengemeinschaft, waren damals die Herrschaft Römhild, das Hochstift Würzburg und der Graf von und zu Eltz. Mit „Cunradus de Trapstat“, einem Mönch im Kloster Theres, wurde Trappstadt aber schon 1269 erstmals urkundlich erwähnt. Im Jahr 2005 wurde das über 225 Jahre alte Marktrecht wieder belebt. Am Sonntag nach dem 26. Juli findet seitdem alljährlich das Anna-Marktfest statt. Über 70 Händler und Kunsthandwerker sowie über 4000 Besucher suchen an diesem Tag die Marktgemeinde auf.

### Geschichte der Ganerbschaft
Das Ganerbendorf Trappstadt hat eine äußerst interessante Besitzergeschichte. Im 13. Jahrhundert teilten sich die Grafen von Henneberg und die Klöster Theres und Veilsdorf die Güter der Ortschaft. 300 Jahre später waren es bereits zwölf Ganerben, die 1524 eine gemeinsame Dorfordnung erließen. Um 1600 war das Dorf in vier Ganerbenviertel aufgeteilt, deren jedes im Wechsel ein Jahr den Schultheißen stellen durfte. Das Schloss war im Besitz der Freiherren von Bibra, 1853 – c.1970.
Der Besitz der Ganerbenviertel verteilte sich wie folgt:
- Würzburger Untertanen (ehemaliges Kloster Theres) saßen in 22 Häusern.
- Kloster Veilsdorf (ab 1699 Domkapitel Würzburg) hatte 28 Häuser.
- Hennebergische (ab 1584 sächsische) Vasallen besaßen 22 Häuser.
- Weitere 9 Häuser waren seit 1524 im Besitz folgender Geschlechter: Schott (bis 1585), Echter (bis 1665), Faust von Stromberg (bis 1738), Grafen von Eltz (bis 1824).[5]

1656 wurde der Amtmann von Römhild als Vertreter des hennebergisch-sächsischen Teils zum Direktor der Ganerbenschaft gewählt.

### Religionen
Eine einzige jüdische Familie ist in der ersten Hälfte des 16. Jahrhunderts in Trappstadt nachweisbar. 1592 beschwerte sich der Amtmann von Römhild über die vielen gottlosen Juden in Trappstadt und forderte die Vertreibung der schätzungsweise 40 Personen. Bis zu einer erneuten Gemeindegründung gegen Ende des 18. Jahrhunderts sind nur wenige Spuren jüdischen Lebens in Trappstadt urkundlich belegt. Um 1800 besaß die zweite jüdische Gemeinde Trappstadts ein Synagogengebäude mit Betraum, Schulzimmer und rituellem Bad (Mikwe). 1820 erlebte sie einen Höchststand von 9 % der Gesamtbevölkerung, der bis in die 1890er-Jahre gehalten werden konnte. Ihre Verstorbenen wurden auf dem jüdischen Friedhof Kleinbardorf bestattet. Um 1900 zogen die meisten Juden aus Trappstadt fort; 1933 lebten nur noch zehn jüdische Bewohner hier. Die letzten Juden der Gemeinde wurden im Frühjahr 1942 nach Izbica bei Lublin deportiert und Opfer des Holocausts.
Die evangelische Gemeinde im Ort gehört zum Evangelisch-Lutherischen Dekanat Bad Neustadt an der Saale.

### Eingemeindungen
Im Zuge der Gebietsreform in Bayern wurde am 1. Januar 1978 die Gemeinde Alsleben eingegliedert.

### Einwohnerentwicklung
| Jahr      | 1961 | 1970 | 1987 | 1991 | 1995 | 2000 | 2005 | 2010 | 2015 |
| Einwohner | 1166 | 1112 | 1022 | 1010 | 1016 | 1065 | 1033 | 1012 | 991  |

Im Zeitraum 1988 bis 2018 sank die Einwohnerzahl von 1007 auf 969 um 38 Einwohner bzw. um 3,8 %. 2000 hatte der Markt 1067 Einwohner.

## Politik

### Marktgemeinderat
Die Gemeinderatswahlen seit 2014 ergaben folgende Stimmenanteile bzw. Sitzverteilungen:

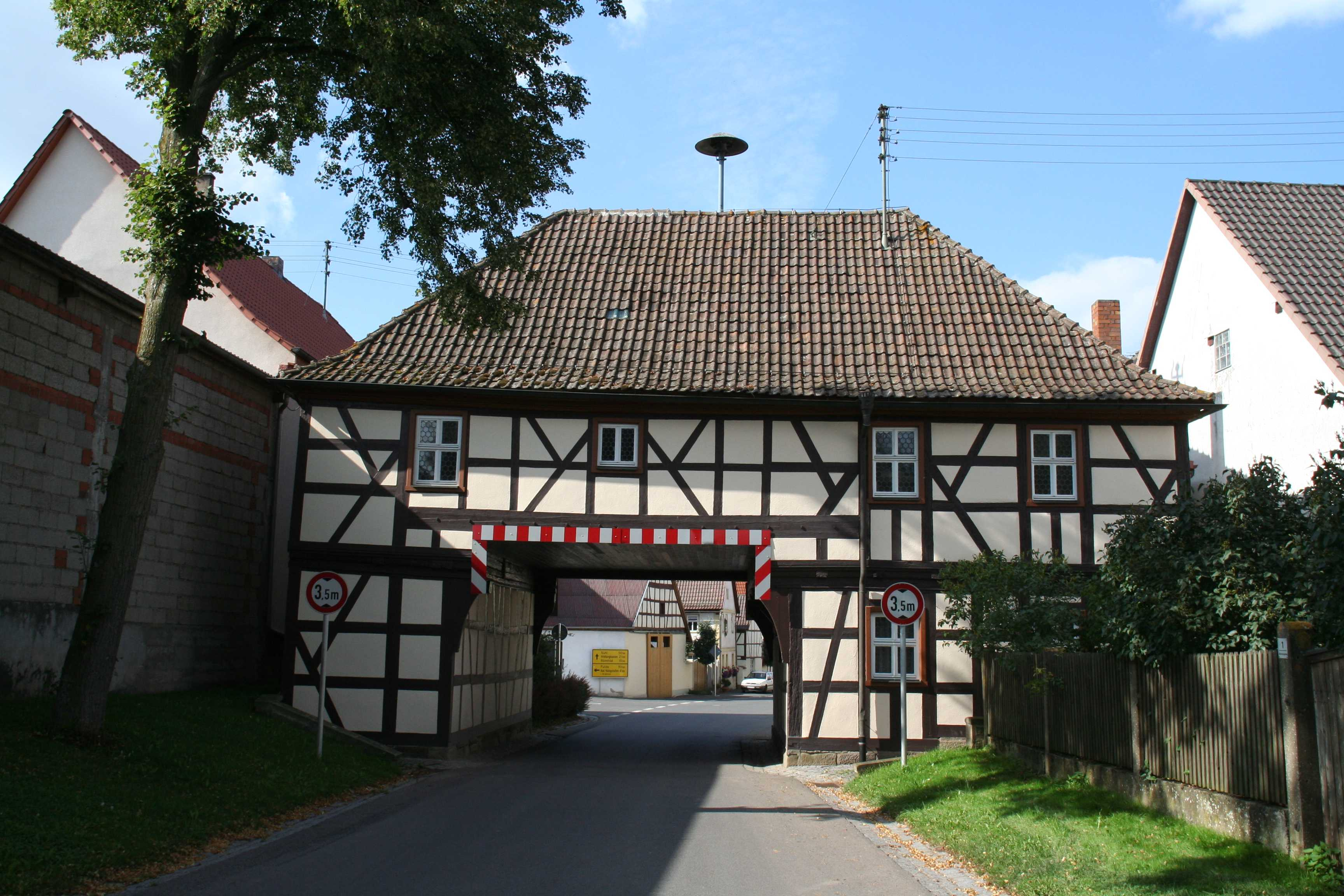
Rathaus

| Partei/Liste                | 2020  | 2020  | 2014 | 2014  |
| Partei/Liste                | %     | Sitze | %    | Sitze |
| Wählergemeinschaft Alsleben | 53,86 | 6     | 50,3 | 6     |
| Liste Trappstadt            | 46,14 | 6     | 49,7 | 6     |

### Bürgermeister
Erster Bürgermeister ist seit dem 1. Mai 2014 Michael Custodis (Wählerblock Trappstadt). Sein Vorgänger war Kurt Mauer (Wählergemeinschaft Alsleben).

### Gemeindefinanzen
Im Jahr 2016 betrugen die Gemeindesteuereinnahmen 446.000 Euro, davon waren 27.000 Euro Gewerbesteuereinnahmen (netto). Die Pro-Kopf-Verschuldung liegt deutlich unter dem bayrischen Durchschnitt.

### Wappen
|  | Blasonierung: „In Silber mit blauen Schildfuß ein silberner Wellenbalken, eine schwarze Trappe mit goldenen Füßen und einem goldenen Getreidehalm im Schnabel haltend.“ |
|  | |

### Kommunale Allianz
Der Markt Trappstadt ist Mitglied in der Kommunalen Allianz Fränkischer Grabfeldgau.

## Wirtschaft
Es gab 2015 nach der amtlichen Statistik im produzierenden Gewerbe acht und im Bereich Handel und Verkehr keine sozialversicherungspflichtig Beschäftigten am Arbeitsort. In sonstigen Wirtschaftsbereichen waren am Arbeitsort keine Personen sozialversicherungspflichtig beschäftigt. Sozialversicherungspflichtig Beschäftigte am Wohnort gab es insgesamt 403. Im verarbeitenden Gewerbe gab es keine Betriebe, im Bauhauptgewerbe drei Betriebe. Im Jahr 2010 bestanden zudem 34 landwirtschaftliche Betriebe mit einer landwirtschaftlich genutzten Fläche von kinsgesamt 1869 Hektar, davon waren 1758 Hektar Ackerfläche und 110 Hektar Dauergrünfläche.

## Kultur und Sehenswürdigkeiten

### Sehenswürdigkeiten

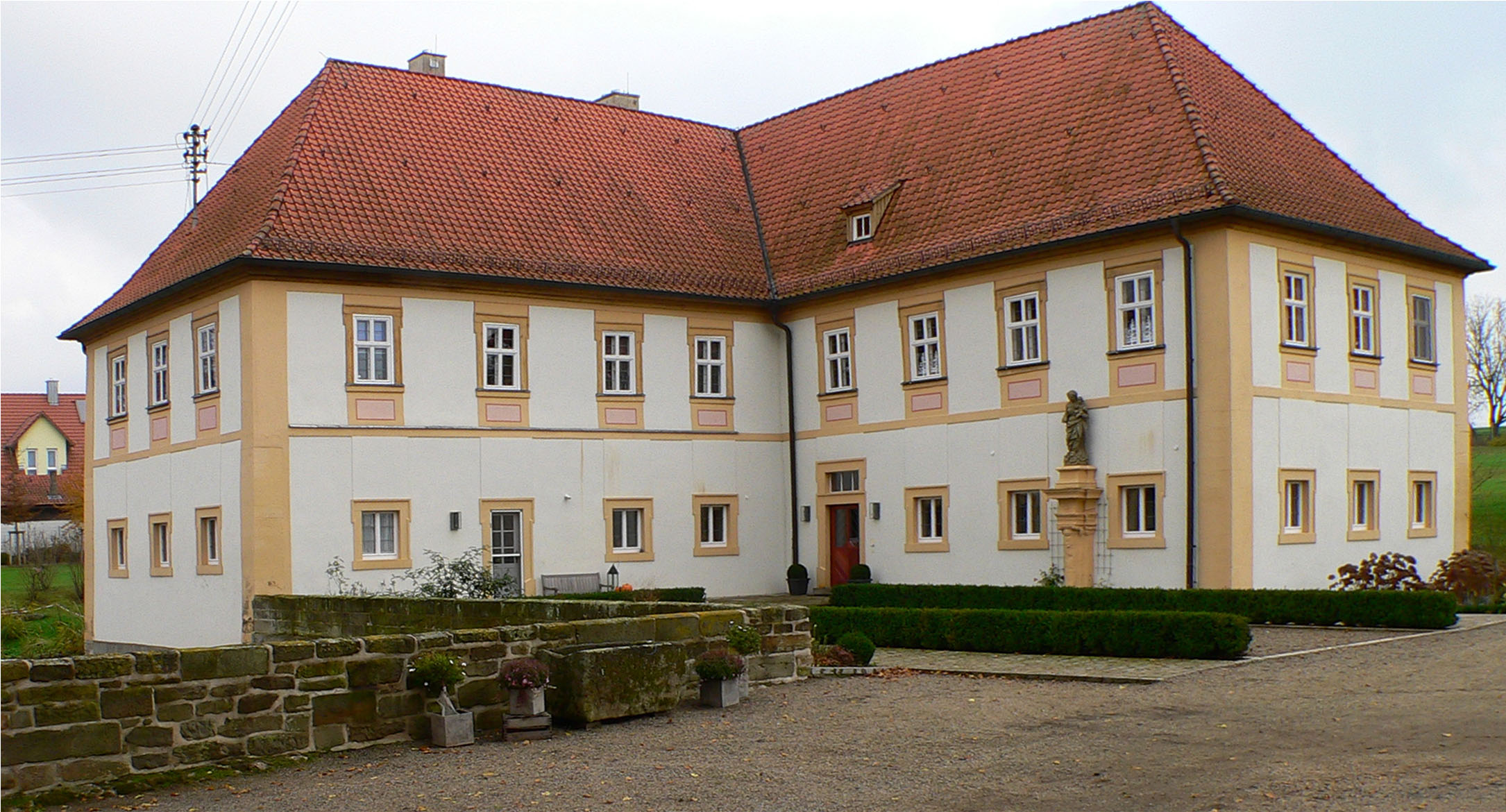
Neues Schloss Trappstadt, um 1710, von Joseph Greissing

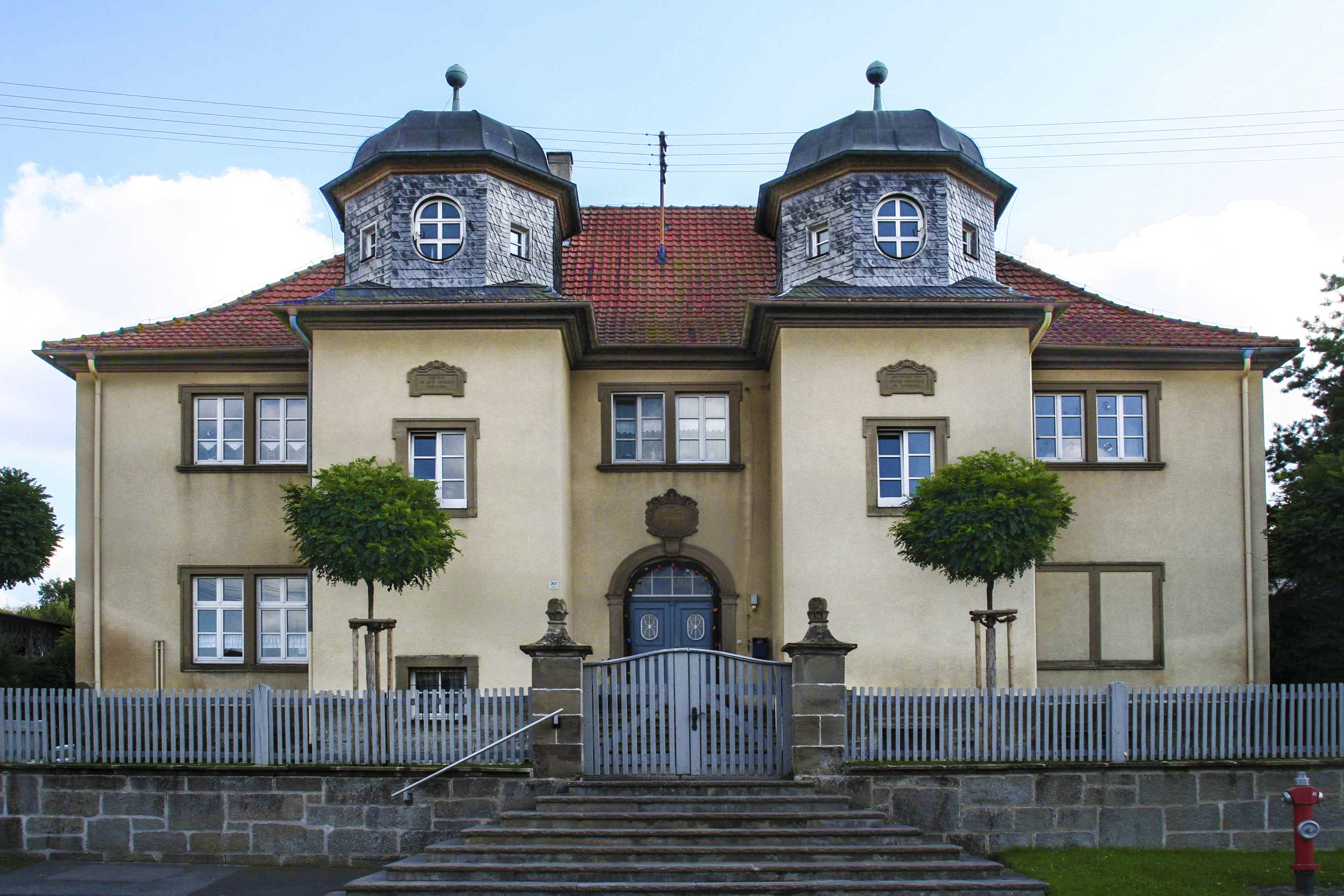
Nivard-Kirchner-Haus

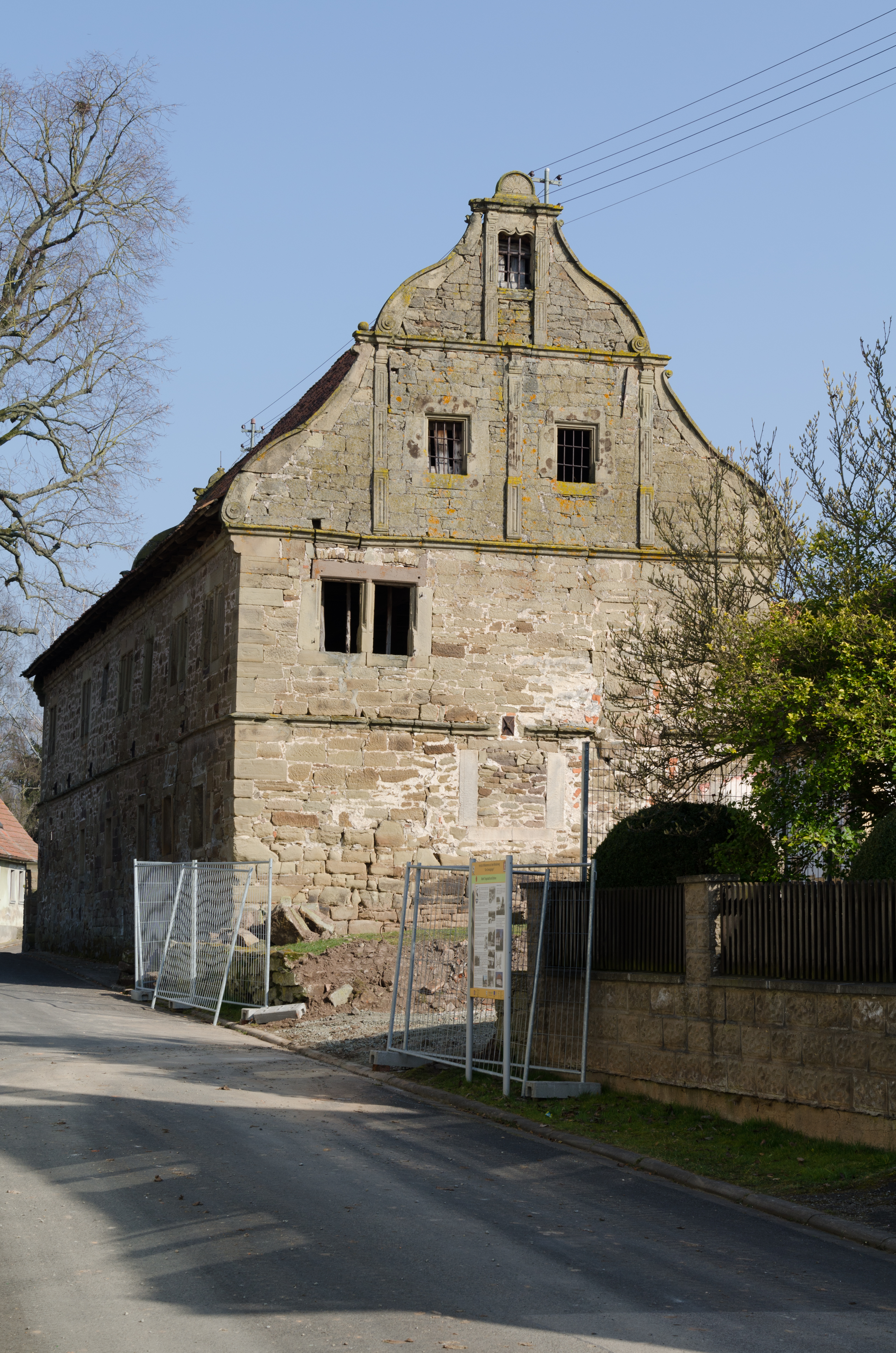
Altes Schloss Trappstadt, 1616

- Pfarrkirche St. Burkard, Planung durch Joseph Greissing bereits 1707, Hauptbauphase 1711/12, Ausgestaltung bis 1715. Auf dem rechten Seitenaltar eine vorzügliche Büste des Heiligen Kilian, um 1510, aus der Werkstatt Tilman Riemenschneiders (heute durch Kopie ersetzt)
- Wasserschloss Trappstadt (Neues Schloss), um 1710 von Joseph Greissing
- Altes Schloss Trappstadt, datiert 1616
- Pfarrkirche St. Kilian in Alsleben, 1730–37 nach Plänen von Michael Müller, mit Seuffert-Orgel von 1787
- Kapelle St. Ursula bei Alsleben, 1750–54, 1875 ausgebrannt, Fassade 1876 beim Wiederaufbau verändert
- Kapelle zum Heiligen Kreuz in Alsleben, 1431, später verändert
- Torhaus in Trappstadt
- Baudenkmal Alte Burg in Alsleben
- Naturschutzgebiet Magerrasen am Kapellenberg bei Alsleben
- Naturschutzgebiet Altenburg bei Trappstadt
- Wanderweg Grenzgänger zu Geschichte und Ökologie der ehemaligen innerdeutschen Grenze
- Die Gemeinde wird auf gleicher Trasse durchquert von den Europäischen Fernwanderwegen E3 und E6.
- Durch Trappstadt verläuft der Keltenradweg. Der Saalbrunnen bei Alsleben ist eine der beiden Quellbäche der Fränkischen Saale und gleichzeitig Startort des Fränkischen-Saale-Radweges.

### Einrichtungen
Es gibt einen Kindergarten mit zwölf Krippenplätzen für ein- bis dreijährige Kinder und mit 33 Plätzen für Dreijährige bis zum Schulalter.

### Regelmäßige Veranstaltungen
- Großer Faschingszug des TCV am Faschingssonntag
- Frühlingsfest des TSV Trappstadt

## Söhne und Töchter der Gemeinde
- Marcus Goldman (1821–1904), Gründer der Investmentbank Goldman Sachs in Amerika
- Bernhard Hellmuth (1725–1810), fränkischer Stuckateur
- Erich Husemann (1928–2008), Künstler und Grafiker